# Per Beskow
Per Erik Beskow, född 23 december 1926 i Högalids församling i Stockholm, död 3 mars 2016 i Visby, var en svensk religions- och kyrkohistoriker.

## Biografi
Beskow studerade teologi vid Uppsala universitet och fick där ett stort intresse för patristiken, den tidiga kyrkans litteratur och teologi. Han prästvigdes i Svenska kyrkan 1952 för Strängnäs stift, och fortsatte därefter sina licentiat- och doktorandstudier i praktisk teologi och kyrkohistoria. År 1961 upptogs han i romersk-katolska kyrkan. 
Beskow disputerade i Uppsala 1962 för teologie doktorsgrad och blev filosofie magister där 1966. Han utnämndes till docent i exegetisk patristik vid Uppsala universitet efter disputationen och promoverades till teologie jubeldoktor 2012. 
År 1968 var han associate professor vid Boston College, jesuiternas universitet i Boston, för att delta i uppbyggandet av ett graduate department. Åren 1969–1972 var han lektor vid Lärarhögskolan i Gävle, 1972–1973 lecturer vid St. Martin’s College i Lancaster (motsvarande en lärarhögskola). Han undervisade i Nya testamentets exegetik i Uppsala 1973–1974. 
Åren 1974–1985 var han docent i religionshistoria i Lund. År 1979 bildade han tillsammans med andra forskare Collegium Patristicum Lundense. Han utgav också en rad översättningar av patristiska texter. Åren 1985–1992 var han universitetslektor i kyrkohistoria vid den teologiska institutionen i Lund.
Från 1989 var han medarbetare i Nationalencyklopedin och skrev omkring 1 000 artiklar inom ämnet religion och fortsatte med uppdateringar av NE:s nätupplaga. Beskow var medlem av Nathan Söderblom-sällskapet och Vetenskapssocieteten i Lund. 
År 2011 mottog han Anders Nygrenpriset av teologiska fakulteten vid Lunds universitet.
Per Beskow var son till postmästaren Erik Janzon och Elsa Nygren. Han tillhörde släkten Beskow genom sin farmor Anna Beskow. Per Beskow är begravd på Norra kyrkogården i Visby.

## Per Beskow-priset
Artos & Norma bokförlag stiftade 2014 Per Beskows pris för yngre akademiker/skribenter som verkar inom mötet mellan teologi, samhälle och kultur. 2014 år pris gick till docent Jayne Svenungsson. Joel Halldorf fick priset 2016, Jonna Bornemark tilldelades priset 2018. 2020 tilldelades Sofia Lilly Jönsson priset.